# غاري فيليبس (كرة سلة)
غاري فيليبس (بالإنجليزية: Gary Phillips)‏ مواليد 7 ديسمبر 1939 في كوينسي، هو لاعب كرة سلة أمريكي معتزل. بدأ مسيرته الاحترافية في سنة 1961. تم اختياره من قبل فريق بوسطن سيلتكس خلال الدرافت. يبلغ طوله 6 قدم 3 بوصة (1.9 م). اعتزل اللعب في 1966. فاز بلقب دوري إن بي إيه. لعب مع بوسطن سيلتكس وغولدن ستايت ووريورز.

## روابط خارجية
- غاري فيليبس على موقع إن بي أي (الإنجليزية)
- غاري فيليبس على موقع سبورتس رفرنس (الإنجليزية)
- غاري فيليبس على موقع كلية كرة السلة في سبورتس رفرنس.كوم (الإنجليزية)
- غاري فيليبس على موقع ريلجم (الإنجليزية)
- غاري فيليبس على موقع بروبوليرز (الإنجليزية)